# Коимбра, Эстасиу
Эста́сиу ди Албуке́рки Кои́мбра (порт. Estácio de Albuquerque Coimbra; 2 октября 1872, Баррейрус, Пернамбуку, Бразильская империя — 9 ноября 1937, Рио-де-Жанейро, Бразилия) — бразильский адвокат и государственный деятель, вице-президент Бразилии (1922—1926).

## Биография
Родился в скромной семье португальских фермеров, приехавших в Бразилию. 
В 1892 году окончил юридический факультет Ресифи. Вернувшись в Баррейрус, начал юридическую практику и получил известность как адвокат не только в родном городе, но и в Риу-Формозу и Агуа-Прете.
Вскоре начал политическую карьеру, основав Республиканскую партию Баррейруса. В 1894 году был избран мэром города. Через год — в законодательное собрание штата, а в 1899 году стал федеральным депутатом.
В 1907 году Коибмра был избран председателем законодательного собрания Пернамбуку. С 6 сентября по 13 декабря 1911 года временно исполнял обязанности губернатора штата в связи с отставкой последнего. В 1912 году временно удалился от политики, вернулся в 1915 году и трижды избирался федеральным депутатом.
В 1922 году был избран вице-президентом Бразилии и вместе с этим получил должность председателя Сената страны.
После окончания срока полномочий вице-президента в 1926 году вновь возглавил штат Пернамбука и находился на посту губернатора вплоть до 1930 года, когда ему пришлось покинуть страну в связи со вспыхнувшей революцией. Эмигрировал в Европу и смог вернуться в Бразилию только в 1934 году, но до конца жизни оставался в стороне от политики. 